# André Schwarz-Bart
André Schwarz-Bart (n. 23 mai 1928, Metz, Franța – d. 30 septembrie 2006, Les Abymes, Guadeloupe, Franța) a fost un scriitor francez care a câștigat Premiul Goncourt în 1959 pentru romanul Le Dernier des justes.

## Biografie
Părinții lui Schwarz-Bart s-au mutat în Franța în 1924, cu câțiva ani înainte ca acesta să se nască. Prima sa limbă a fost idiș și a învățat să vorbească franceza pe stradă și în școala publică. În 1941, părinții săi au fost deportați la Auschwitz. Curând după aceea, Schwarz-Bart, încă tânăr adolescent, s-a alăturat Rezistenței. Experiențele sale ca evreu din timpul războiului l-au determinat mai târziu să scrie romanul său cel mai important, relatând istoria evreiască prin ochii unui supraviețuitor rănit.
Și-a petrecut ultimii ani în Guadelupa, alături de soția sa, romanciera Simone Schwarz-Bart, ai cărei părinți erau originari din insulă. Cei doi au co-scris cartea Un plat de porc aux bananes vertes (1967). De asemenea, se sugerează că soția sa a colaborat cu el la La Mulâtresse Solitude. Cei doi au primit Prix Carbet de la Caraïbe et du Tout-Monde în 2008 pentru întreaga lor operă literară.
André Schwarz-Bart este cunoscut mai ales pentru romanul său Le Dernier des justes. Cartea, care urmărește povestea unei familii evreiești din timpul cruciadelor până la camerele de gaz din Auschwitz, i-a adus lui Schwarz-Bart Premiul Goncourt în 1959. A câștigat Premiul Ierusalim în 1967.
A murit în urma unor complicații survenite după o intervenție chirurgicală la inimă în 2006.
Unul dintre cei doi fii ai săi cu Simone este Jacques Schwarz-Bart, un important saxofonist de jazz.